# Ikuno (Osaka)
Ikuno (jap. 生野区 Ikuno-ku) – jedna z 24 dzielnic Osaki, stolicy prefektury Osaka. Dzielnica została założona 1 kwietnia 1943 roku przez wydzielenie części dzielnicy Higashinari. Położona jest we wschodniej części miasta. Graniczy z dzielnicami Tennōji, Higashinari, Abeno, Higashisumiyoshi, Hirano, a także miastem Higashiōsaka.